# Manduca violaalba
Manduca violaalba là một loài bướm đêm thuộc họ Sphingidae. Loài này có ở Brasil.
Chiều dài cánh trước khoảng 39 mm. Đây là loài duy nhất thuộc chi Manduca, do chúng khác các loài khác ở chỗ cánh trước sậm hơn, cánh dưới hơi trắng.

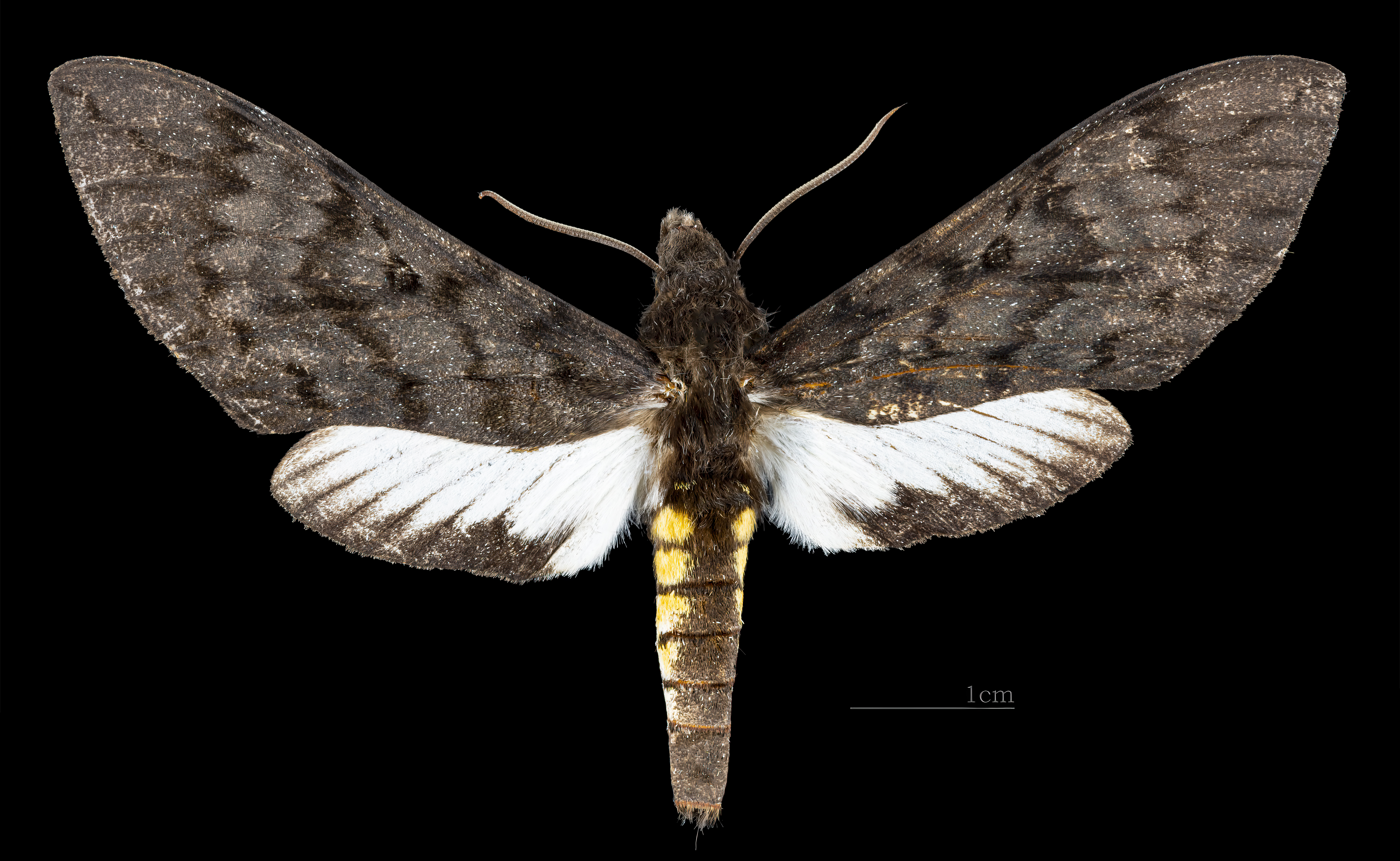
Manduca violaalba  ♀
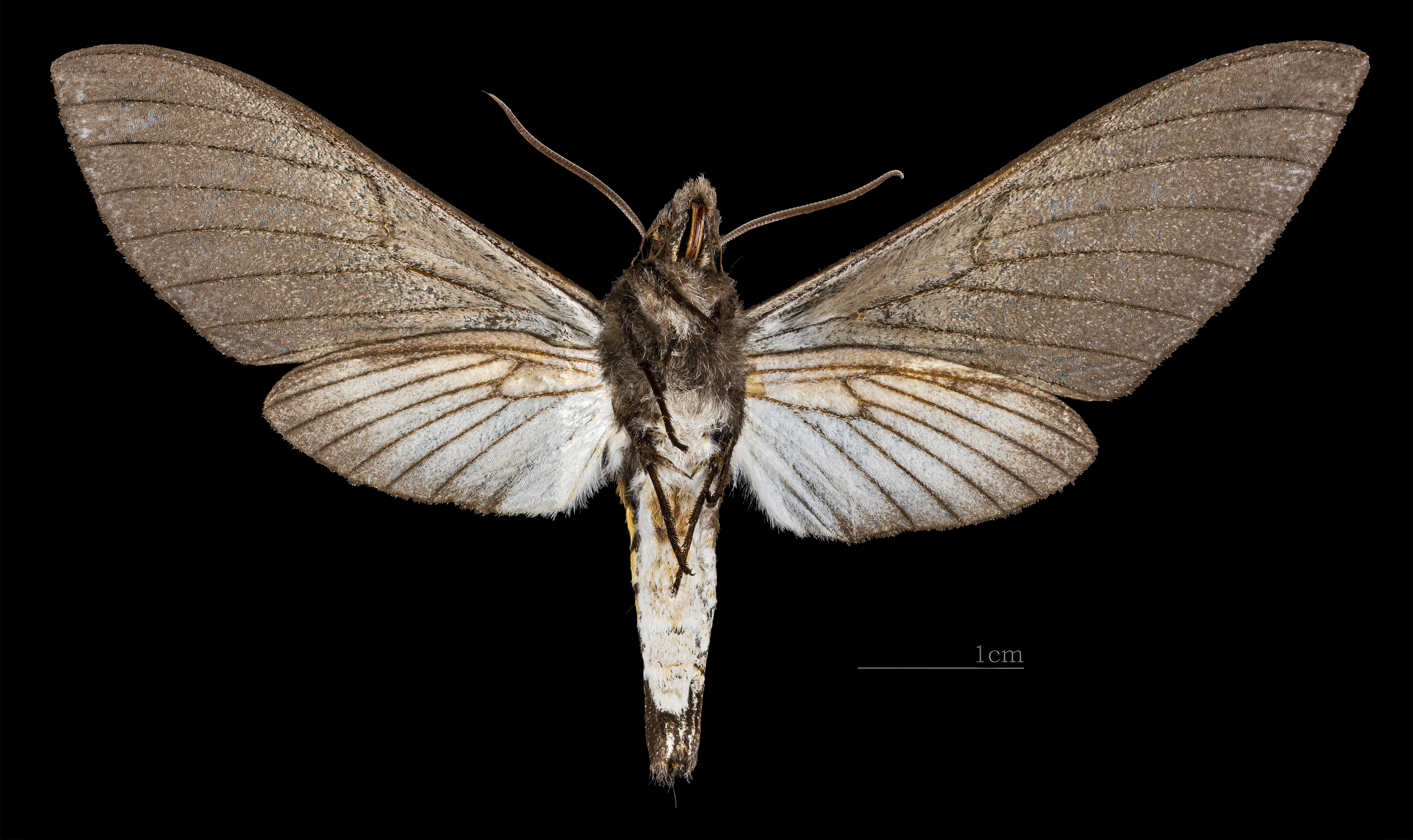
Manduca violaalba  ♀ △